# Олга Саладуха
Олга Валериивна Саладуха (на украински: Ольга Валеріївна Саладуха; 4 юни 1983 г., Донецк) е украинска спортистка, състезавала се в дисциплините скок на дължина и троен скок. Заслужил майстор на спорта на Украйна. Световна шампионка през 2011 г., европейска шампионка през 2010 г. Многократна призьорка на Украйна. Личният ѝ рекорд в скока на дължина е 6,37 м, в тройния скок – 14,98 м.

## Биография
От 13-годишна възраст тренира под ръководството на Анатолий Григориевич Бойко.
Омъжена е (съпругът ѝ, Денис Костюк, е многократен призьор на Украйна в колоезденето, участник в Олимпийските игри), има дъщеря Даяна.
На летните Олимпийски игри през 2012 г. в Лондон тя заема трето място в тройния скок с резултат 14,79 м.
Кандидат за народен представител от партията „Слуга на народа“ на парламентарните избори през 2019 г., № 57 в списъка. Спортист-инструктор на Държавната гранична служба на Украйна. Безпартийна.

## Награди
- Орден на княгиня Олга, І степен (27 юни 2020 г.),[6]
- Орден на княгиня Олга II степен (24 август 2013 г.), [7]
- Орден на княгиня Олга III степен (15 август 2012 г.) – за постигане на високи спортни резултати на ХХХ Летни олимпийски игри в Лондон, проявена всеотдайност и воля за победа, увеличавайки международния престиж на Украйна.[8][9]
- Медал „За труд и победа“ (6 септември 2007 г.) – за значителен личен принос в развитието и популяризирането на физическата култура и спорта в Украйна, постигане на високи спортни резултати на XXIV Световна лятна универсиада 2007 г. в Банкок (Тайланд), укрепване на международния престиж на украинската държава.[10]